# Kid Gloves
Kid Gloves är en låt av det kanadensiska bandet Rush. Den återfinns på albumet Grace Under Pressure, släppt den 12 april 1984.
"Kid Gloves" spelades live 37 gånger under Grace Under Pressure-turnén; sista gången den 25 november 1984. Totalt spelades låten 42 gånger.